# Mojopuro
Mojopuro is een bestuurslaag in het regentschap Sragen van de provincie Midden-Java, Indonesië. Mojopuro telt 3866 inwoners (volkstelling 2010).